# Sieliszcza (rejon mohylewski)
Sieliszcza (biał. Селішча; ros. Селище) – wieś na Białorusi, w obwodzie mohylewskim, w rejonie mohylewskim, w sielsowiecie Kniażyce, nad Łachwą.